# Johann Benedict Carpzov II
Johann Benedict Carpzov II (ur. 24 kwietnia 1639 w Lipsku; zm. 23 marca 1699 tamże) – niemiecki, luterański teolog, etnolog i filolog.

## Życiorys
Urodził się jako syn Johanna Benedikta Carpzova I. Już jako dziecko otrzymał rzetelne wykształcenie w swoim domu. Później uczęszczał do Thomasschule w Lipsku.
W 1654 roku wstąpił na uniwersytet w Lipsku i w tym samym roku uzyskał tytuł bakalaureata z siedmiu sztuk wyzwolonych. W 1656 roku udał się na uniwersytet w Jenie, gdzie uczęszczał na wykłady Christiana Chemnitza, Johanna Frischmutha (1619–1687) i Johanna Andreasa Bose. Od 1656 roku studiował na uniwersytecie w Strasburgu, słuchał tam wykładów Johanna Conrada Dannhauera, Sebastiana Schmidta i Johanna Heinricha Boeclera. W 1657 roku wrócił do Lipska, a po śmierci ojca udał się ponownie do Strasburga, aby dokończyć studia. W 1658 roku, zwyczajem uczonych ówczesnych czasów, rozpoczął podróż edukacyjną.
Podczas tej podróży zwiedził Tybingę, Ulm, Ratyzbonę, Norymbergę, Altdorf bei Nürnberg i Heidelberg. We Frankfurcie nad Menem przeżył koronację cesarza Leopolda I Habsburga, a następnie powrócił do Strasburga, gdzie wygłosił rozprawę pożegnalną. Następnie udał się do Bazylei i pod koniec roku 1658 wrócił do Lipska, gdzie uzyskał tytuł magistra filozofii. W następnym roku zaczął wykładać język hebrajski, o którym posiadał wielką wiedzę i koncentrował się na studiowaniu teologii u Johanna Hülsemanna, Hieronymusa Kromayera, Martina Geiera i Johanna Adama Schertzera.
W 1662 roku został zatrudniony jako bakałarz teologii do wygłaszania niedzielnych kazań w kościele św. Mikołaja, w 1665 został profesorem etyki, w 1668 licencjatem teologii, jak również profesorem orientalnych języków, w 1674 archidiakonem, w 1678 doktorem teologii, w 1679 pastorem w kościele św. Tomasza w Lipsku. Wielokrotnie zarządzał dziekanatem wydziału teologicznego, a w latach 1679, 1691, 1697 był rektorem uniwersytetu w Lipsku.
Od 1697 roku był eforem uczniów z Królestwa Polskiego i Księstwa Saksonii-Weimar, asesorem w Lipskim konsystorzu, kanonikiem katedry w Miśni, jak również członkiem komisji śledczej.
Zmarł 30 marca 1699 roku na skutek powikłań po grypie.

## Działalność
Chociaż sympatyzował z poglądami Filipa Jakuba Spenera, to zdecydowanie przeciwstawiał się szerzeniu pietyzmu w Lipsku. On też zapoczątkował cenzurę na wydziale teologii w Lipski. Dotyczyła ona trzech magistrów Augusta Hermanna Francke, Paula Antona, Johanna Kaspara Schade.
Został najbardziej stronniczym i najzacieklejszym przeciwnikiem nowego ruchu, a od 1689 roku był członkiem komisji śledczej. Był autorem wielu mocnych pism skierowanych przeciw pietyzmowi, współautorem wydanego w roku 1691 pisma "Imago pietismi", które w 1692 roku złożył przed saksońskim związkiem krajowym przedstawiając wątpliwości lipskiego fakultetu. W tym samym roku pojawiło się kolejne pismo "Beschreibung des Unfugs der Pietisten in Halberstadt" (Opis swawoli pietystów w Halberstadt).
Przeciw niemu były skierowane teraz nie tylko poważne i umiarkowane riposty Filipa Jakuba Spenera, Veita Ludwiga von Seckendorffa, Augusta Hermanna Francke, lecz także tych, którzy byli wtedy z pietyzmem związani, aczkolwiek zasadniczo całkiem inaczej myślący, jak np. wielki prawnik i przedstawiciel oświecenia Christian Thomasius. Thomasius drwił z Carpzova i całego wydziału teologii. Publicznie mu zarzucał, że jego lectiones publicae (wykłady publiczne) nie są porządne, że podczas kazań opowiada śmieszne i sprośne rzeczy itd. Rezultatem tych sporów był nakaz opuszczenia Saksonii przez Christiana Thomasiusa. Po odejściu Thomasiusa z Lipska spór jeszcze bardziej się zaostrzył.
Podczas tych sporów wynikły pytania na gruncie prawa kościelnego. Wypowiedzi Christiana Thomasiusa zawartej w rozprawie "vom Recht eines Fürsten in Mitteldingen" przeciwstawił swoje pismo pt. "De jure decidendi controversias theol.", w którym w nawiązaniu do swego przodka Benedykta Carpzova bronił tak zwanego systemu episkopalnego przeciw terytorializmowi Thomasiusa.
Jego obowiązki związane z pełnionymi funkcjami nie pozwalały mu na prowadzenie aktywnej działalności pisarskiej. Wynikiem czego jest tylko kilka małych rozpraw.

## Dzieła (wybrane)
- Imagio Pietismi, 1692
- Indroductio in Theologiam Judaiam et lectionem Raymundi aliorumque id genus autorum, Leipzig und Frankfurt 1687
- Collegium rabbinico–biblicum in libellum Ruth, Leipzig 1709
- De jure decidendi controversias, Leipzig 1695 (eine gegen Christian Thomasius gerichtete Verteidigung des episkopalistischen Verständnisses des Landesherrlichen Kirchenregiments
- Auserlesene Tugendsprüche aus der Heiligen Schrift, Leipzig 1692